# Patrimonialno sodišče
Patrimonialno sodišče je pojav fevdalizma v habsburških dednih deželah, in pojem pravne zgodovine. Patrimonialna sodišča so bila pristojna za sojenje nad neprivilegiranimi osebami (podložniki) v civilnih, in manjših kazenskih zadevah (latinsko Causae Minores), na ozemlju zemljiškega gospostva, kjer so imela tudi sedež. Patrimonialna sodišča so se vzpostavila v 13. stoletju, z zemljiško odvezo leta 1848 pa so izgubila svojo funkcijo, zato so jih ukinili.

## Postopek sojenja na patrimonialnem sodišču
Postopek je vodil nastavljeni uradnik (nemško Verwalter), običajno pa je šlo za zadeve iz postopkov civilnega prava, predvsem obravnave posestnih vprašanj, zapuščin in lažjih kaznivih dejanj, ki so bile vezane na podložnika in njegovo lastnino. Pristojnost patrimonialnega sodišča je bila omejena na zemljiško gospostvo. V primeru spora glede pristojnosti, se je lahko postopek predstavil na pristojno deželsko sodišče.
Na sodbe patrimonialnih sodišč je bila mogoča tudi pritožba. Drugostopenjska instanca je bila za podložnike deželnoknežjih posesti na vicedomskem sodišču, za ostale podložnike pa deželnoglavarsko sodišče. Revizije postopkov je opravljala notranjeavstrijska vlada v Gradcu.
Na Goriškem in v Istri se sistem patrimonialnih sodišč ni uveljavil. Sodstvo je bilo vezano na jurisdikcijo, oziroma pravico do sojenja, vezano na osebo, ki ji je deželni knez podelil sodne pravice. Za vse delokroge je bilo tako v okviru jurisdikcije pristojno deželsko sodišče.